# Castell de Ramet

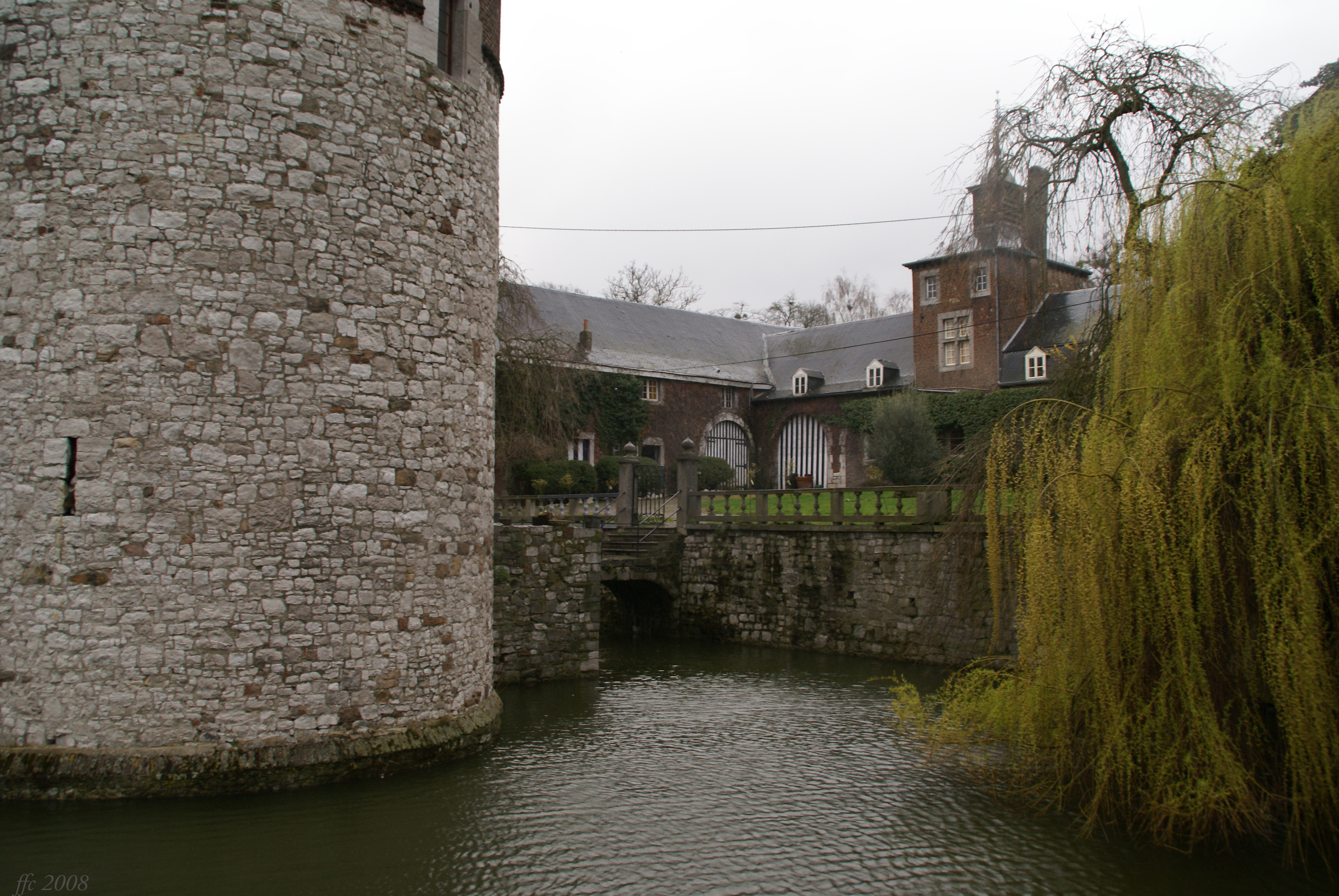
La torre mestra (parcialment), el fossat, el pont i la masia castral

El castell de Ramet  és un castell d'esplai d'inspiració romàntica, construït a uns fonaments que daten del segle xiii a Ramet, un nucli d'Ivoz-Ramet a Flémalle, Bèlgica.
A l'origen era envoltat de fossars, dels quals només queda un tros, travessat per un pont de pedra amb arcades que el connecta a la masia castral. La torre mestre es corona per a un penell amb la data de 1794. El castell té la particularitat que el pati i la masia castral es troben en posició superior respecte al castell. L'edifici principal va subir transformacions i extensions freqüents. El castell és un monument major i un dels set castells que subsisteixen al territori del municipi de Flémalle.